# Patrick Kujala
Patrick Kujala (Marbella, 15 maggio 1996) è un ex pilota automobilistico finlandese con cittadinanza spagnola.
Ha iniziato a correre in kart nel 2005 nell'Alevin Champion Andalucia Spain, divenendo nel 2007 Cedete Champion Andalucia Spain. Nel 2009 si classifica al sesto posto nel campionato spagnolo KF3, prendendo parte nel 2010 nel Regno Unito allo Stars of Tomorrow KFR.  Nel 2011 il passaggio in monoposto, dove è subito quinto nella Formula 4 Francese. Nel 2012 si laurea Rookie Champion nella Formula Renault 2000 ALPS, sesto nella classifica generale. Nel 2013 il coraggioso debutto in GP3, dove è il pilota più giovane al via e conquista due punti. Nel 2014 ripete l'esperienza cadetta alla Formula 1, conquistando un posto ai piedi del podio e 22 punti nel corso della stagione.